# العلاقات البالاوية المنغولية
العلاقات البالاوية المنغولية هي العلاقات الثنائية التي تجمع بين بالاو ومنغوليا.

## مقارنة بين البلدين
هذه مقارنة عامة ومرجعية للدولتين:
| وجه المقارنة                                              | بالاو                         | منغوليا         |
| --------------------------------------------------------- | ----------------------------- | --------------- |
| المساحة (كم2)                                             | 465                           | 1.57 مليون      |
| عدد السكان (نسمة)                                         | 21.73 ألف                     | 3.08 مليون      |
| الكثافة السكانية (ن./كم²)                                 | 4.67 ألف                      | 1.96            |
| العاصمة                                                   | نغيرولمود، كورور              | أولان باتور     |
| اللغة الرسمية                                             | لغة إنجليزية، اللغة البالاوية | اللغة المنغولية |
| العملة                                                    | دولار أمريكي                  | توغروغ منغولي   |
| الناتج المحلي الإجمالي (بليون دولار)                      | 291.54 مليون                  | 11.49 مليار     |
| الناتج المحلي الإجمالي (تعادل القوة الشرائية) بليون دولار | 326.12 مليون                  | 36.16 مليار     |
| الناتج المحلي الإجمالي الاسمي للفرد دولار أمريكي          | 13.50 ألف                     | 3.97 ألف        |
| الناتج المحلي الإجمالي للفرد دولار أمريكي                 | 14.76 ألف                     | 11.95 ألف       |
| مؤشر التنمية البشرية                                      | 0.780                         | 0.727           |
| رمز المكالمات الدولي                                      | +680                          | +976            |
| رمز الإنترنت                                              | .pw                           | .mn             |
| المنطقة الزمنية                                           | ت ع م+09:00                   | ت ع م+08:00     |

## منظمات دولية مشتركة
يشترك البلدان في عضوية مجموعة من المنظمات الدولية، منها:
| علم المنظمة | اسم المنظمة                        | تاريخ انضمام بالاو | تاريخ انضمام منغوليا |
| ----------- | ---------------------------------- | ------------------ | -------------------- |
|             | مؤسسة التنمية الدولية              | 16 ديسمبر 1997     | 14 فبراير 1991       |
|             | الأمم المتحدة                      | 15 ديسمبر 1994     | 27 أكتوبر 1961       |
|             | البنك الدولي للإنشاء والتعمير      | 16 ديسمبر 1997     | 14 فبراير 1991       |
|             | بنك التنمية الآسيوي                | 2003               | 1991                 |
|             | منظمة حظر الأسلحة الكيميائية       | ?                  | ?                    |
|             | مؤسسة التمويل الدولية              | 16 ديسمبر 1997     | 14 فبراير 1991       |
|             | وكالة ضمان الاستثمار متعدد الأطراف | 16 ديسمبر 1997     | 21 يناير 1999        |
|             | يونسكو                             | 20 سبتمبر 1999     | 1 نوفمبر 1962        |

## وصلات خارجية
- موقع وزارة الخارجية المنغولية